# Neopelma chrysocephalum
Neopelma chrysocephalum е вид птица от семейство Манакинови (Pipridae).

## Разпространение
Видът е разпространен в Бразилия, Венецуела, Гвиана, Колумбия, Перу, Суринам и Френска Гвиана.